# Lago Nam
El lago Nam o Namtso (oficialmente, Nam Co; en mongol: Tengri Nor, literalmente «lago celeste») es un gran lago salado de montaña de China, uno de los lagos más célebres de los lagos sagrados tibetanos, localizado en la frontera entre el distrito de Damxung, de la (prefectura de Lhasa) y el distrito de Baingoin de la prefectura de Nagqu, en la Región Autónoma del Tíbet, aproximadamente a 112 km al NNO de la ciudad de Lhasa.
Es un lugar sagrado del budismo tibetano y muchos fieles se reúnen alrededor del lago para una gran ceremonia que tiene lugar el año de la oveja, cada 12 años.  En su extremo sureste se encuentra el monasterio Tashi Dor .

## Geografía y clima

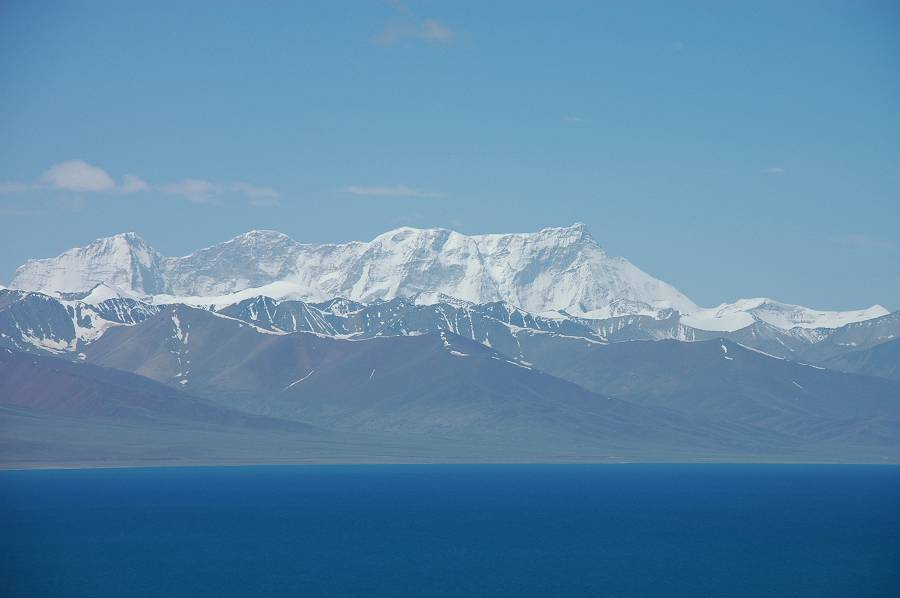
El pico principal de la cordillera Nyenchen Tanglha, visto desde el lago Namtso.

El lago en sí se encuentra a una altitud de 4.718 m, y tiene una superficie de 1.920 km². Este lago es el mayor de los lagos de la Región Autónoma del Tíbet, aunque no es el mayor de la meseta Qinghai-Tíbet, título que le pertenece al lago Qinghai (más del doble de superficie que Namtso), que se encuentra a más de 1000 km, en el noreste, en la provincia de Qinghai.
Namtso tiene cinco islas deshabitadas de cierto tamaño, además de uno o dos afloramientos rocosos. Las islas han sido utilizadas para el retiro espiritual de los peregrinos que caminan sobre la superficie congelada del lago al final del invierno, llevando alimentos con ellos. Pasan el verano, capturan algo de pescado y regresan a la costa de nuevo cuando el lago vuelve a congelarse el invierno siguiente. Esta práctica no está autorizada por el Gobierno chino.
La mayor de las islas se encuentra en la esquina noroeste del lago, y tiene 2.100 m de longitud y 800 m de ancho, llegando a poco más de 100 m en el centro; está, en su punto más cercano, a unos 3,1 km de la costa. La isla más remota está a 5,1 km de la costa.
El tiempo en Namtso está sujeto a cambios repentinos y abruptas tormentas de nieve, que son muy comunes en toda la cordillera Nyainqentanglha.

## Otras características
Namtso es reconocido como uno de los lugares más bellos de la cordillera Nyainqentanglha. Sus cuevas eremiticas han sido durante siglos destino de los peregrinos tibetanos. En 2005 se completó una carretera asfaltada hasta el lago a través del paso de Laeken, a 5.186 m, que permite un fácil acceso desde Lhasa  y el desarrollo del turismo en la región del lago.
Los principales asentamientos de la zona son Dobjoi, Donggar y Cha'gyungoinba y el monasterio Tashi Dor está en la esquina sureste del lago.
A menudo, incorrectamente, se dice que Namtso es el lago más alto del Tíbet (o incluso del mundo), o que es el lago salino más alto del mundo, pero hay muchos lagos pequeños en altitudes de más de 5.500 m en el Himalaya y los Andes. Entre los lagos con una superficie de más de 50 km², el lago más alto de agua dulce es lago Sengli, a una altitud de 5.386 m y una superficie de 78 km², mientras que el lago salado más alto es el lago Meiriqie, a una altitud de 5.354 m y una superficie de 64 km² (ambos se encuentran en el Tíbet). Sin embargo, Namtso si que es el lago más alto del mundo con una superficie de más de 500 km².

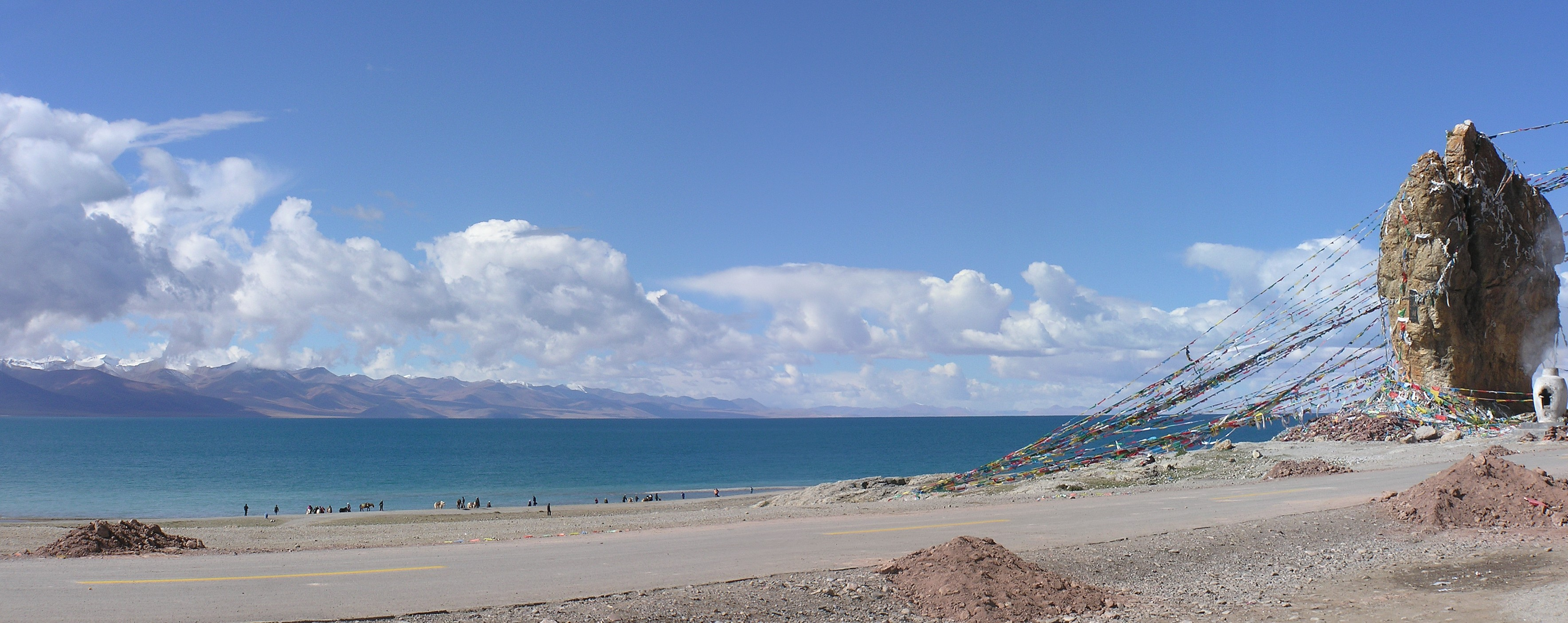
Vista del lago y la roca sagrada cerca del monasterio Tashi Dor(2005)

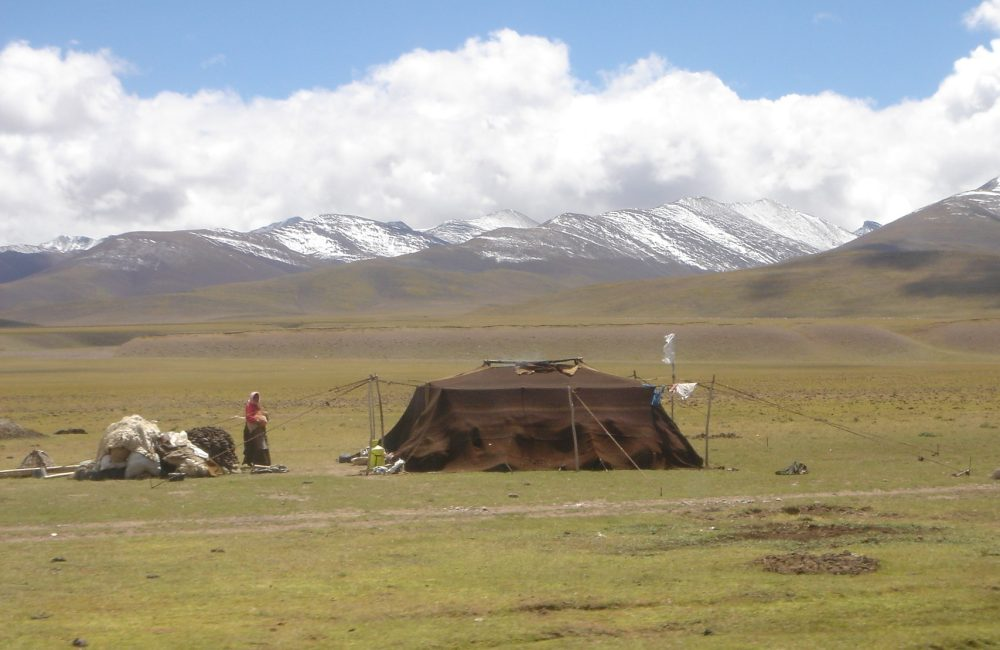
Campamento de pastores nómadas cerca de Namtso (2005)